# I. Szilveszter pápa

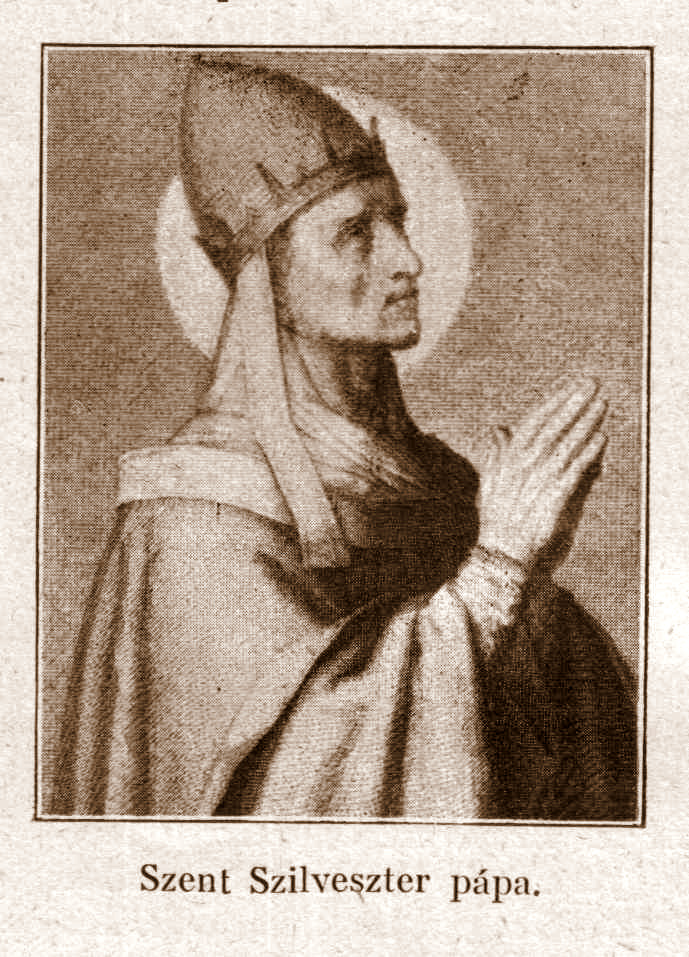
I. Szilveszter pápa

I. Szent Szilveszter (latinul: Silvester), (? – 335. december 31.) volt a 33. pápa a történelemben. 314. január 31-én választották meg a keresztény egyház vezetőjének, és egészen haláláig töltötte be ezt a hivatalt.

## Élete
Életéről és uralkodásáról Kaiszareiai Euszebiosz Konstantin-életrajzából maradtak fenn adatok. Rómában született, és Miltiadész pápa pontifikátusa alatt már magas rangú, elismert egyházi vezető volt, aki belelátott a pápa politikai ügyeibe. Így amikor megválasztották nem csoda, hogy I. Constantinus császárral nagyon jó kapcsolatot épített ki, és ezt fenn is tartotta. 
Pontifikátusának legfontosabb eseménye volt a 325-ben összehívott első nikaiai zsinat, amelyen maga Szilveszter nem vett részt, de két követével képviseltette magát. Ez volt az egyház történetének első egyetemes zsinata, amelyet I. Constantinus hívott össze. A zsinat célja az volt, hogy egységesítsék a Jézus személyéről és természetéről vallott nézeteket. A megbeszélés a 325. június 19-én elfogadott nikaiai hitvalláshoz vezetett, vagy más néven a Nicaenumhoz. Ezt Euszebiosz püspök tárta a zsinat elé. Ebben elfogadják azt a hitelvet, miszerint az Atya és a Fiú egylényegű lények, és egyik sem áll alárendelt viszonyban a másikkal.
Ezen a zsinaton ítélték el az arianizmust is, amely a Szentháromságról egészen más elveket vallott. 
A hagyomány szerint I. Constantinus leprától szenvedett, melynek gyógyítására pogány papjai egy vérrel teli medencében történő fürdőzést ajánlottak. Végül a császár - szánalmat érezve az ártatlan ifjúk vérontásától - elvetette az ötletet és egy álombéli látomás hatására Szilveszter pápához fordult, aki megkeresztelte őt egy keresztelőmedencében. Megtérésének tulajdonították csodás gyógyulását is a lepra szennyétől. A császár ezután olyan hálás volt a pápának, hogy kereszténység pártfogója lett. Noha a hagyomány a keresztelést is Szilveszternek tulajdonítja, ez történelmileg vitatott tény. 
A császári hála nem merült ki ennyiben. Ugyanis I. Constantinus császár állítólag kiadta a Donatio Constantinit (vagyis Constantinus adománylevelét), amelyben az állt, hogy a császári hatalom elismeri a pápai jogok felsőbbrendűségét a keleti pátriárkák felett minden hitbéli kérdésben. Ráadásul az adománylevél világi hatalommal is felruházta a mindenkori római püspököt, a szent város, Róma és a nyugati világ felett. Ez az adománylevél azonban nem volt igazi. I. Adorján pápa hamisítványa volt, akinek a 8. században szüksége volt jogainak megerősítésére ezen a téren.
Szilveszter olyan jelzőkkel vonult be a pápák történelmébe, mint aki jó és közeli kapcsolatokat ápol a világi hatalmakkal. A későbbi egyházfők, akik szintén ezt a nevet választották uralkodói nevüknek, hasonló célokat követtek. 

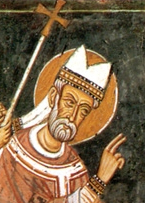
I. Szilveszter pápa

Szilveszter uralkodása alatt jelentős templomépítkezések is zajlottak. Ekkor épült a római Lateráni Szent János-bazilika, a római katolikus világ hivatalos főtemploma is. Ünnepnapját december 31-én tartják, de talán ez a legismertebb névnap, hiszen az újévhez is kötődik.

## Művei
- Documenta Catholica Omnia (latin nyelven). [2012. október 5-i dátummal az eredetiből archiválva]. (Hozzáférés: 2011. december 6.)